# زهرة اللبن الألبية
زهرة اللبن الألبية أو زهرة اللبن القوقازية نوعًا نباتي ينتمي إلى جنس زهرة اللبن من الفصيلة النرجسية.

## البيئة والانتشار
تنتشر في القوقاز.